# Josip Benkovič
Josip Benkovič, slovenski rimokatoliški duhovnik, pisatelj in zgodovinar, * 25. februar 1869, Kamnik, † 5. november 1901, samostan Adergas.

## Življenje
Maturiral je 1888 na gimnaziji v Ljubljani, kjer je 1892 dovršil tudi bogoslovne študije. Kaplanoval je v Dobrničah, a je bil že 1893 prestavljen v Novo mesto, od koder je po 3 letih zaradi rahlega zdravja prišel za kaplana v Naklo; po kratkem presledku, ko je bil alojzijeviški prefekt v Ljubljani, so ga 1899 iz zdravstvenih razlogov poslali za kaplana v Komendo, kjer je ostal do 1901, ko je vstopil kot novinec pri cistercijanih v Stični. Že po nekaj mesecih samostanskega življenja je umrl v samostanu Adergas, kamor je šel iskat zdravja. Pokopan je na Žalah v Kamniku.

## Delo
Še kot dijak je pričel objavljati v raznih mladinskih listih (Domače vaje, Vrtec, v Cirilovem društvu bogoslovcev) svoje pesmi, basni, povesti in spise; v Dom in svetu (1890) je izšla povest Sestra Vincencija, kjer je tudi objavil dokončano novelo, ki jo je zasnoval Josip Ogrinec Gostačeva hči (1891). Sodeloval je še pri drugih listih in pisal članke v Slovenca in Domoljuba, katerima je bil nekaj časa bil tudi urednik. V svojih leposlovnih delih kaže lep pripovedni dar in nekaj spretnosti v dijalogu, manjka pa tem spisom prave koncepcije, nazornosti in enotnosti v opisovanju značajev. Kmalu se je odvrnil od leposlovja ter se z veliko vnemo lotil raziskovalnega dela na področju domače kulturne in slovstvene zgodovine. Zlasti so ga mikali življenjepisi njegovih ožjih rojakov. Leta 1890 in 1891 je v Dom in svetu objavil življenjepis svojega strica po materi, pisatelja Josipa Ogrinca, 1894 življenjepis Kamničana Jurija Japlja in  frančiškana iz Tuhinjske doline Florentina Hrovata; 1899 je ravnotam obširno opisal zasluge kamniškega župnika Maksimilijana Leopolda Raspa in njegovih sodelavcev in učencev na kulturnem, slovstvenem in šolskem polju; v naslednjem letniku je orisal šolnika novejše dobe, Kamničana Janeza Nepomuka Šlakerja. Ko je kaplanoval v Dobrniču (za kraj je sestavil kratko rokopisno farno zgodovino), je zbiral gradivo za življenjepis tamkajšnega rojaka misijonarja Friderika Barago (Dom in svet, 1897; Koledar Mohorjeve družbe, 1898). V Dom in svetu je priobčil še več drugih življenjepisov. Nabiral je tudi podatke o Kamničanu Andreja Bernarda Smolnikarju, a ni nikjer objavil kaj več o njem. Benkovič je poskušal biti pravičen sodnik; zlasti z veliko ljubeznijo opisuje svoje duhovne tovariše. Dobre in slabe lastnosti njegovega pisateljevanja se opažajo posebno v njegovi najobširnejši, polemično-temperamentno pisani cerkvenozgodovinski študiji Ljubljanska škofija in škofijske sinode (1901), ki jo je zaključil pod naslovom Slovenski reformatorji (1902). 
V Dom in svetu 1890 so izšle njegove črtice o rokovnjačih, kjer zasleduje izvor, vzroke in organizacijo te tajne družbe; gradivo je nabral deloma iz uradnih spisov, deloma od ljudi, ki so rokovnjače še poznali ali celo sami med njimi živeli. Ob 100 letnici prve Vodnikove Velike pratike je v Dom in svetu (1895) objavil daljšo literarnozgodovinsko razpravo Slovenski koledarji in koledarniki. Za Glaserjevo Zgodovino slovenskega slovstva je obdelal modroslovje, bogoslovje in cerkveno umetnost. Za našo domačo kulturno in cerkveno zgodovino je imel nabranega še več drugega gradiva, ki ga zaradi prerane smrti ni mogel več obdelati. Kot knjigo je izdal le dijaški molitvenik Flos iuvenilis (1899).